# Overhall Grove
Overhall Grove är ett slott i Storbritannien.   Det ligger i grevskapet Cambridgeshire och riksdelen England, i den sydöstra delen av landet, 80 km norr om huvudstaden London. Overhall Grove ligger 35 meter över havet.
Terrängen runt Overhall Grove är platt. Runt Overhall Grove är det tätbefolkat, med 319 invånare per kvadratkilometer. Närmaste större samhälle är Cambridge, 12,2 km sydost om Overhall Grove. Trakten runt Overhall Grove består till största delen av jordbruksmark.